# Заварин, Сергей Константинович
Сергей Константинович Заварин (9 октября 1885, село Вознесенское, Ярославская губерния — 14 апреля 1938, исправительно-трудовой лагерь в Сибири) — священник Русской православной церкви, протоиерей, причислен к лику святых как священномученик в 2000 году для общецерковного почитания. Почитается также в Соборе Ростово-Ярославских святых.

## Биография
Родился в семье священника Константина Заварина. В 1913 году его отца в селе Вознесенское посетил архиепископ Ярославский и Ростовский Тихон, впоследствии — Патриарх Московский и всея Руси, где в том числе, общался и с семьей священника:

23 числа июля (5.8) Владыка по просьбе прихожан села Афанасьевского в Банеуни ездил в это село. Дорога шла через село Вознесенское; в 8 ч[асов] у[тра] Владыка прибыл в село Вознесенское и с местным благочинным К. Завариным отправился в село Афанасьевское, отстоящее от села Воскресенского в 10 верстах… На обратном пути заехал в село Вознесенское. Здесь, осмотрев церковь, зашел к местному благочинному К. Заварину, где ему были предложены чай и закуска. Побеседовав во время трапезы с домохозяином и его семьей и благословив их, Владыка в 5 ч[асов] вечера отправился пешком домой

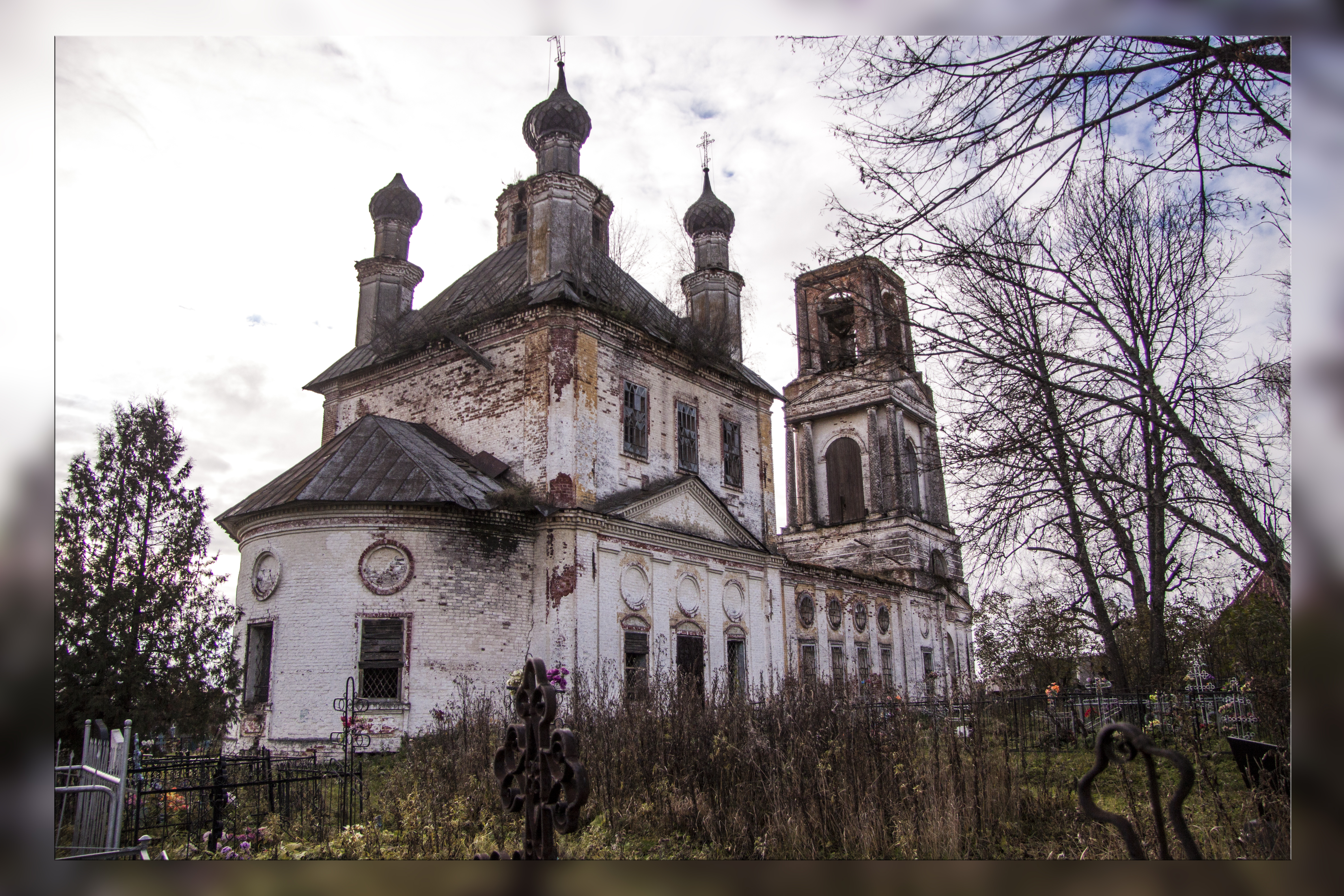
храм Живоначальной Троицы в селе Троица-Закулжье

Окончил Ярославскую духовную семинарию, был рукоположен во священника.
До 1927 года служил в селе Копорье Мологского уезда. В 1927 году назначен служить в храм Живоначальной Троицы в селе Троица-Закулжье Любимского района Ярославской области. Постоянно находился под давлением властей, вынуждавших священника уехать.
30 октября 1937 года во время богослужения был арестован сотрудниками НКВД. 5 ноября 1937 года по приговору тройки НКВД осуждён к десяти годам заключения в исправительно-трудовой лагерь. Протоиерей Сергий Заварин скончался в заключении 14 апреля 1938 года и был погребён в безвестной могиле.